# Fjordfiskerne
Fjordfiskerne er en film instrueret af Jørgen Vestergaard efter manuskript af Dorte Mosgaard.

## Handling
Længe før de store fiskerihavne gjorde det muligt at fiske på havet, har der været fjordfiskeri i Danmark. Nu er det næsten slut. Forurening og rovfiskeri bærer en stor del af skylden. Denne dokumentarfilm fastholder billeder af livet ved Limfjorden og de vestjydske fjorde; bådene, redskaberne, det årstidsbestemte arbejde. Ældre fjordfiskere ser tilbage og beretter om arbejdslivet på godt og ondt. Fisker Peter Andersen, der har engageret sig livligt i miljøspørgsmål, slutter filmen med ordene: "Sønnen skulle have været ude på dét stykke vand, og det har han fand'me' ikke fortjent. Fordi der var nogle fjolser, som ikke forstod det her. Som ikke forstod, hvor de kom fra. At de var en del af naturen..."